# Sofija Lyskun
Sofija Valeriïvna Lyskun (in ucraino Софія Валеріївна Лискун?; Luhans'k, 7 febbraio 2002) è una tuffatrice ucraina.

## Biografia
Ha rappresentato la nazionale ucraina ai Campionati europei di tuffi di Kiev 2017 gareggiando nel concorso della piattaforma 10 metri individuale e sincronizzati. Nella gara individuale ha terminato al quinto posto alle spalle della britannica Lois Toulson, delle russe Anna Chuinyshena e Julija Timošinina e della tedesca Christina Wassen. Nel sincro, in coppia con la connazionale Valeriia Liulko, ha vinto la medaglia di bronzo, concludendo la gara dietro al duo britannico Ruby Bower e Phoebe Banks ed a quello russo Julija Timošinina e Valeriia Belova.
Vanta quattro medaglie d'oro a livello europeo.

## Palmarès
- Mondiali

Budapest 2022: argento nel sincro 10m misti.
- Europei di nuoto/tuffi

Kiev 2017: bronzo nel sincro 10m.
Glasgow 2018: oro nella gara a squadre.
Kiev 2019: oro nella piattaforma 10m.
Budapest 2020: bronzo nel sincro 10m.
Roma 2022: argento nella piattaforma 10m, nel sincro 10m e nel sincro 10m misti.
Belgrado 2024: oro nel sincro 10m, argento nella piattaforma 10m.
Antalya 2025: oro nella gara a squadre, argento nel sincro 10m.
- Giochi olimpici giovanili

Buenos Aires 2018: argento nella piattaforma 10m.